# Teto

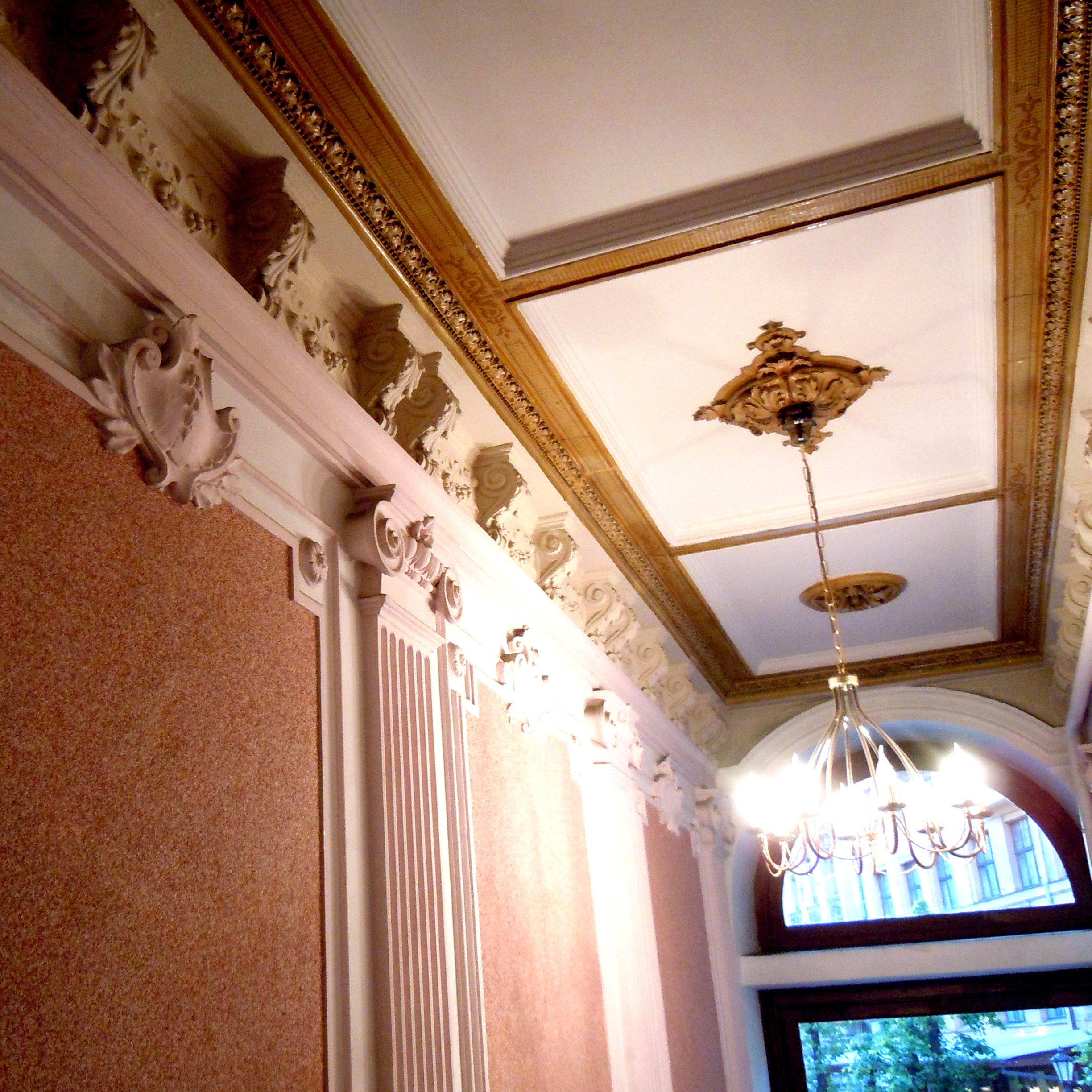
Exemplo de um teto de uma casa em Riga, na Letônia.

Tecto ou teto (do latim tectu) é a superfície interior da cobertura de uma estrutura arquitetônica, ou seja, a face superior (horizontal ou angular) de um determinado espaço que faz a ligação com o pavimento através das paredes. Por extensão, também pode ser um sinônimo de telhado. Nos automóveis, essa palavra também é usada para designar a parte superior da estrutura da carroçaria.